# Saint-Germain-du-Teil
Pour les articles homonymes, voir Saint-Germain.
Saint-Germain-du-Teil est une commune française, située dans l'ouest du département de la Lozère en région Occitanie.
Exposée à un climat de montagne, elle est drainée par le Lot, le Doulou, le Doulounet, le ruisseau de la Felgeyre, le ruisseau du Taillat et par divers autres petits cours d'eau. Incluse dans le parc naturel régional de l'Aubrac, la commune possède un patrimoine naturel remarquable composé de trois zones naturelles d'intérêt écologique, faunistique et floristique.
Saint-Germain-du-Teil est une commune rurale qui compte 860 habitants en 2022.  Ses habitants sont appelés les Saint-Germanais et Saint-Germanaises.

## Géographie

### Communes limitrophes
Les communes limitrophes sont  Banassac-Canilhac, Bourgs sur Colagne, La Canourgue, Les Hermaux, Les Salces et Saint-Pierre-de-Nogaret.
|                         | Les Salces            | Bourgs sur Colagne |
| Les Hermaux             | Saint-Germain-du-Teil | La Canourgue       |
| Saint-Pierre-de-Nogaret | Banassac-Canilhac     |                    |

### Climat
Pour des articles plus généraux, voir Climat de l'Occitanie et Climat de la Lozère.
En 2010, le climat de la commune est de type climat des marges montargnardes, selon une étude s'appuyant sur une série de données couvrant la période 1971-2000. En 2020, Météo-France publie une typologie des climats de la France métropolitaine dans laquelle la commune est exposée à un climat de montagne ou de marges de montagne et est dans la région climatique Sud-est du Massif Central, caractérisée par une pluviométrie annuelle de 1 000 à 1 500 mm, minimale en été, maximale en automne.
Pour la période 1971-2000, la température annuelle moyenne est de 10 °C, avec une amplitude thermique annuelle de 15,7 °C. Le cumul annuel moyen de précipitations est de 1 034 mm, avec 10,7 jours de précipitations en janvier et 5,8 jours en juillet. Pour la période 1991-2020, la température moyenne annuelle observée sur la station météorologique la plus proche, située sur la commune de Montrodat à 15 km à vol d'oiseau, est de 10,1 °C et le cumul annuel moyen de précipitations est de 818,0 mm,. Pour l'avenir, les paramètres climatiques de la commune estimés pour 2050 selon différents scénarios d'émission de gaz à effet de serre sont consultables sur un site dédié publié par Météo-France en novembre 2022.

### Milieux naturels et biodiversité

#### Espaces protégés
La protection réglementaire est le mode d’intervention le plus fort pour préserver des espaces naturels remarquables et leur biodiversité associée,. La commune fait partie du parc naturel régional de l'Aubrac, créé par décret le 23 mai 2018 et occupant une superficie de 220 284 ha. Région rurale de moyenne montagne, l’Aubrac possède un patrimoine encore bien préservé. Son économie rurale, ses paysages, ses savoir-faire, son environnement et son patrimoine culturel reconnus n'en demeurent pas moins vulnérables et menacés et c'est à ce titre que cette zone a été protégée,.

#### Zones naturelles d'intérêt écologique, faunistique et floristique
L’inventaire des zones naturelles d'intérêt écologique, faunistique et floristique (ZNIEFF) a pour objectif de réaliser une couverture des zones les plus intéressantes sur le plan écologique, essentiellement dans la perspective d’améliorer la connaissance du patrimoine naturel national et de fournir aux différents décideurs un outil d’aide à la prise en compte de l’environnement dans l’aménagement du territoire.
Deux ZNIEFF de type 1 sont recensées sur la commune :
le « ruisseau de Dioulou, du Pont des Moulins à sa confluence avec le Lot » (22 ha), couvrant 3 communes du département, et 
le « ruisseau de la Felgeyre » (24 ha), couvrant 2 communes du département
et une ZNIEFF de type 2, : 
le « contrefort sud de l'Aubrac » (14 299 ha), couvrant 10 communes du département.

Cartes des ZNIEFF de type 1 et 2 à Saint-Germain-du-Teil.
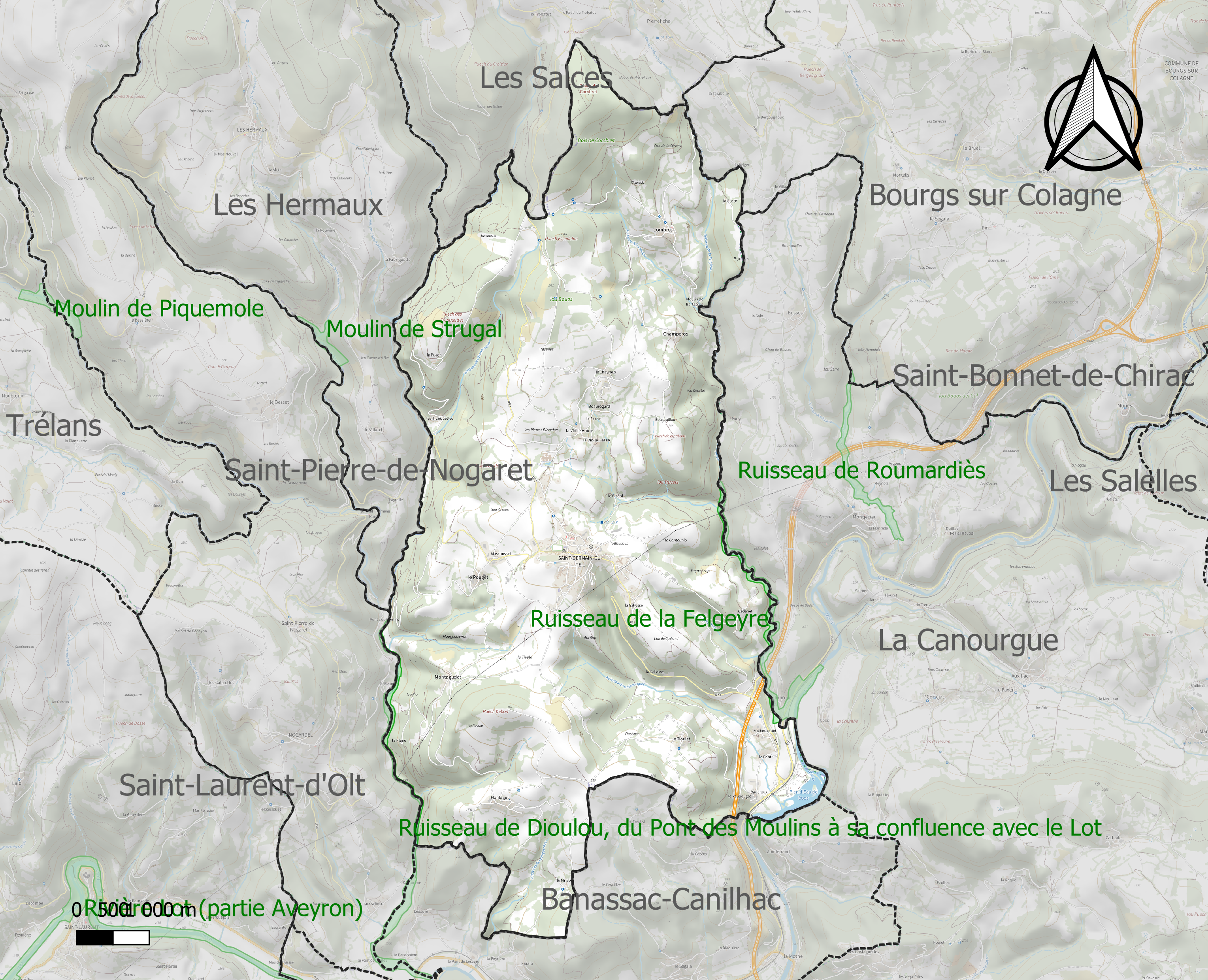
Carte des ZNIEFF de type 1 sur la commune.
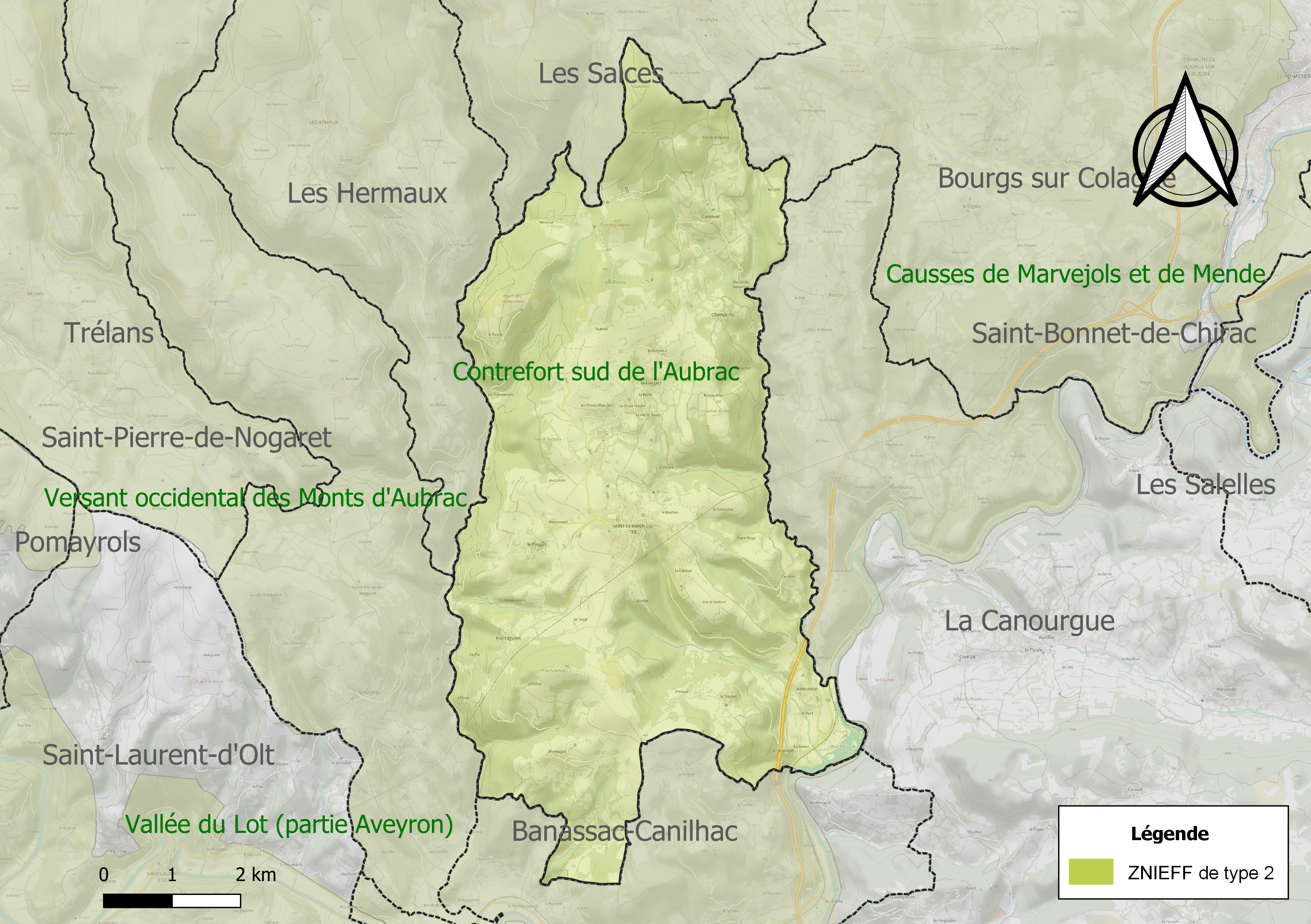
Carte de la ZNIEFF de type 2 sur la commune.

## Urbanisme

### Typologie
Au 1er janvier 2024, Saint-Germain-du-Teil est catégorisée commune rurale à habitat dispersé, selon la nouvelle grille communale de densité à sept niveaux définie par l'Insee en 2022.
Elle est située hors unité urbaine et hors attraction des villes,.

### Occupation des sols
L'occupation des sols de la commune, telle qu'elle ressort de la base de données européenne d’occupation biophysique des sols Corine Land Cover (CLC), est marquée par l'importance des forêts et milieux semi-naturels (52 % en 2018), une proportion sensiblement équivalente à celle de 1990 (51,9 %). La répartition détaillée en 2018 est la suivante : 
forêts (52 %), prairies (31 %), zones agricoles hétérogènes (14,4 %), zones urbanisées (2,6 %). L'évolution de l’occupation des sols de la commune et de ses infrastructures peut être observée sur les différentes représentations cartographiques du territoire : la carte de Cassini (XVIIIe siècle), la carte d'état-major (1820-1866) et les cartes ou photos aériennes de l'IGN pour la période actuelle (1950 à aujourd'hui).

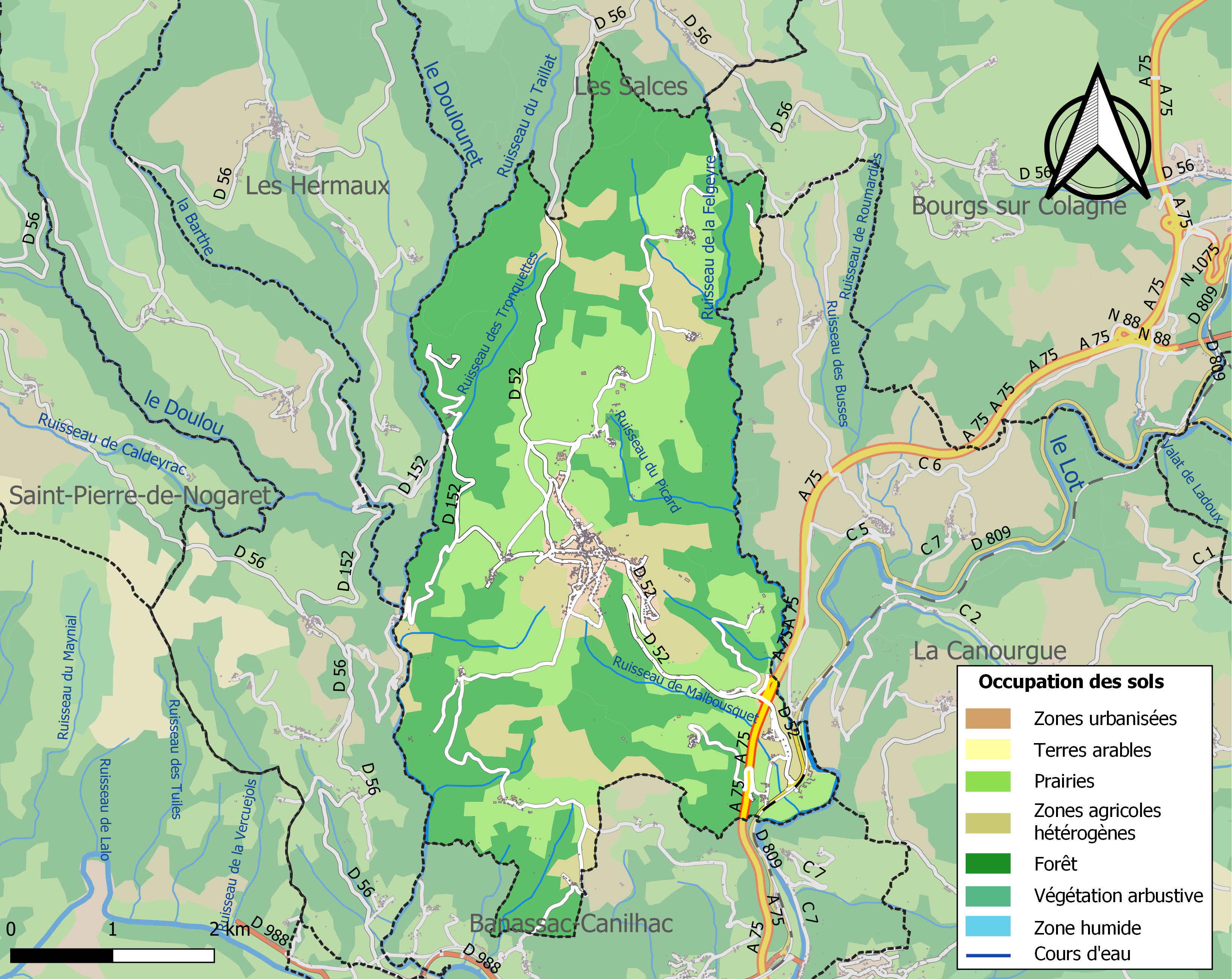
Carte des infrastructures et de l'occupation des sols de la commune en 2018 (CLC).

### Voies de communication et transports
La commune est accessible par la route départementale 52 dite "Route des lacs". Par ailleurs, elle est traversée par le Sentier de grande randonnée GR 60 également dénommé chemin de Saint-Guilhem-le-Désert sur ce tronçon.

### Risques majeurs
Le territoire de la commune de Saint-Germain-du-Teil est vulnérable à différents aléas naturels : météorologiques (tempête, orage, neige, grand froid, canicule ou sécheresse), inondations, feux de forêts, mouvements de terrains et séisme (sismicité faible). Il est également exposé à deux risques technologiques, le transport de matières dangereuses et la rupture d'un barrage, et à un risque particulier : le risque de radon. Un site publié par le BRGM permet d'évaluer simplement et rapidement les risques d'un bien localisé soit par son adresse soit par le numéro de sa parcelle.

#### Risques naturels
Certaines parties du territoire communal sont susceptibles d’être affectées par le risque d’inondation par débordement de cours d'eau, notamment le Lot, le Doulou et le Doulounet. La commune a été reconnue en état de catastrophe naturelle au titre des dommages causés par les inondations et coulées de boue survenues en 1982, 1994 et 2003,.
Saint-Germain-du-Teil est exposée au risque de feu de forêt. Un plan départemental de protection des forêts contre les incendies (PDPFCI) a été approuvé en décembre 2014 pour la période 2014-2023. Les mesures individuelles de prévention contre les incendies sont précisées par divers arrêtés préfectoraux et s’appliquent dans les zones exposées aux incendies de forêt et à moins de 200 mètres de celles-ci. L’arrêté du 23 mars 2018, complété par un arrêté de 2020, réglemente l'emploi du feu en interdisant notamment d’apporter du feu, de fumer et de jeter des mégots de cigarette dans les espaces sensibles et sur les voies qui les traversent sous peine de sanctions. L'arrêté du 23 août 2021, abrogeant un arrêté de 2002, rend le débroussaillement obligatoire, incombant au propriétaire ou ayant droit,,.

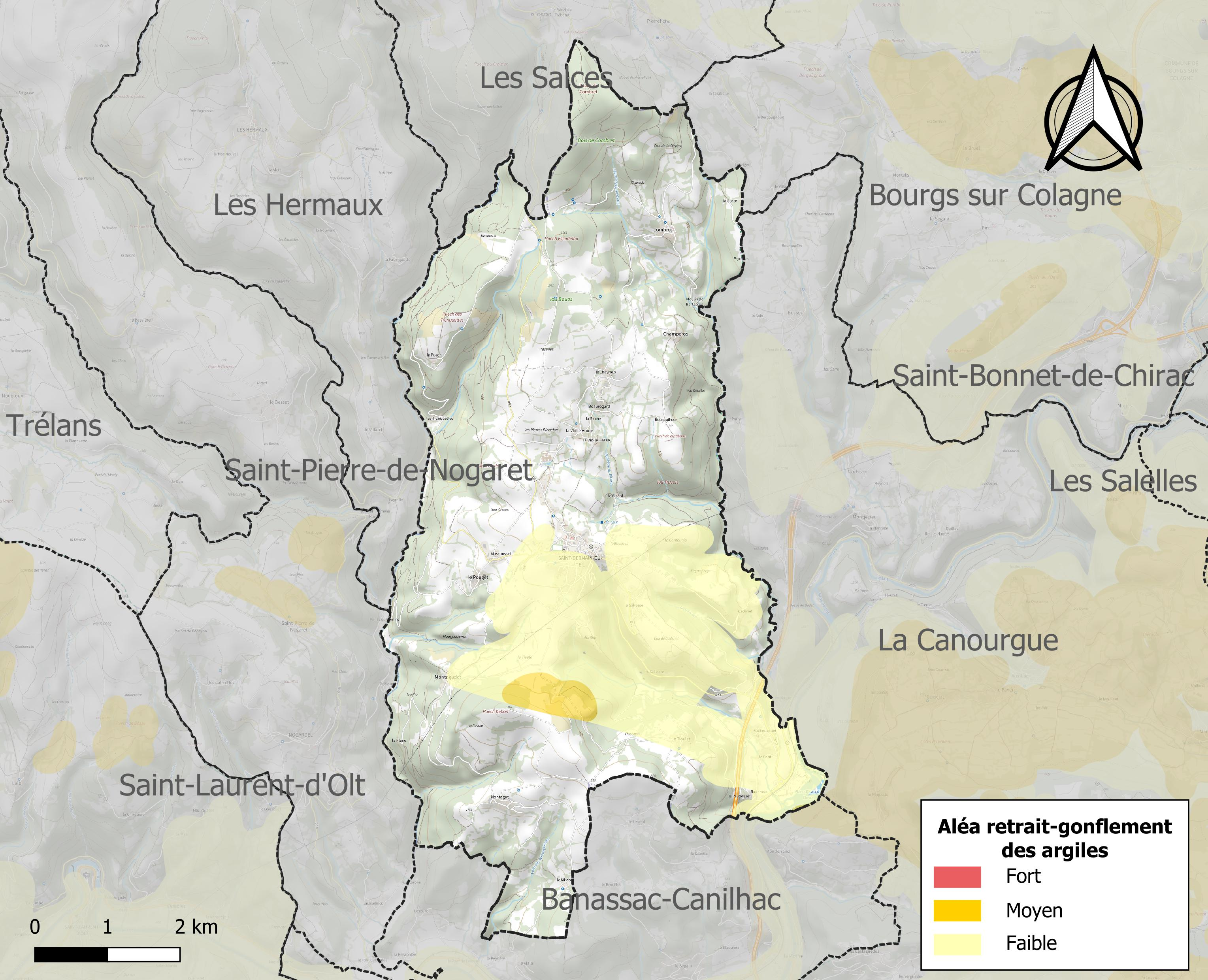
Carte des zones d'aléa retrait-gonflement des sols argileux de Saint-Germain-du-Teil.

Les mouvements de terrains susceptibles de se produire sur la commune sont des affaissements et effondrements liés aux cavités souterraines (hors mines), des éboulements, chutes de pierres et de blocs et des glissements de terrain. Par ailleurs, afin de mieux appréhender le risque d’affaissement de terrain, l'inventaire national des cavités souterraines permet de localiser celles situées sur la commune.
Le retrait-gonflement des sols argileux est susceptible d'engendrer des dommages importants aux bâtiments en cas d’alternance de périodes de sécheresse et de pluie. 1,4 % de la superficie communale est en aléa moyen ou fort (15,8 % au niveau départemental et 48,5 % au niveau national). Sur les 460 bâtiments dénombrés sur la commune en 2019, aucun n'est en aléa moyen ou fort, à comparer aux 14 % au niveau départemental et 54 % au niveau national. Une cartographie de l'exposition du territoire national au retrait gonflement des sols argileux est disponible sur le site du BRGM,.
Par ailleurs, afin de mieux appréhender le risque d’affaissement de terrain, l'inventaire national des cavités souterraines permet de localiser celles situées sur la commune.

#### Risques technologiques
Le risque de transport de matières dangereuses sur la commune est lié à sa traversée par des infrastructures routières ou ferroviaires importantes ou la présence d'une canalisation de transport d'hydrocarbures. Un accident se produisant sur de telles infrastructures est susceptible d’avoir des effets graves sur les biens, les personnes ou l'environnement, selon la nature du matériau transporté. Des dispositions d’urbanisme peuvent être préconisées en conséquence.
La commune est en outre située en aval du barrage du Charpal, un ouvrage de classe B. À ce titre elle est susceptible d’être touchée par l’onde de submersion consécutive à la rupture d'un de ces ouvrages.

#### Risque particulier
Dans plusieurs parties du territoire national, le radon, accumulé dans certains logements ou autres locaux, peut constituer une source significative d’exposition de la population aux rayonnements ionisants. Certaines communes du département sont concernées par le risque radon à un niveau plus ou moins élevé. Selon la classification de 2018, la commune de Saint-Germain-du-Teil est classée en zone 3, à savoir zone à potentiel radon significatif.

## Histoire
La commune de Saint-Germain du Teil présente des traces de l'occupation romaine, ainsi que des tombes mérovingienne, appelé de façon erronés "tombes juives".
Le vendredi 9 novembre 2012, un avion militaire algérien s'écrase sur le territoire de la commune.

## Politique et administration
| Période                                  | Période  | Identité            | Étiquette             | Qualité                                                                       |
| ---------------------------------------- | -------- | ------------------- | --------------------- | ----------------------------------------------------------------------------- |
| Les données manquantes sont à compléter. |          |                     |                       |                                                                               |
| 1953                                     | 1978     | Christian Bottou    | DVD puis UDR puis RPR | Médecin - Conseiller général du canton de Saint-Germain-du-Teil (1951 → 1994) |
| 1978                                     | 1995     | Lucien Avignon      | RPR puis UMP          | Conseiller général du canton de Saint-Germain-du-Teil (1994 → 2008)           |
| 1995                                     | 2007     | Georges Tauzies     | UDF puis UMP          |                                                                               |
| 2007                                     | 2008     | Christine Astruc    | UMP                   |                                                                               |
| 2008                                     | 2020     | Jean-Pierre Deltour | PS                    |                                                                               |
| 2020                                     | En cours | Didier Jurquet      |                       |                                                                               |

## Population et société

### Démographie

#### Évolution démographique
L'évolution du nombre d'habitants est connue à travers les recensements de la population effectués dans la commune depuis 1793. Pour les communes de moins de 10 000 habitants, une enquête de recensement portant sur toute la population est réalisée tous les cinq ans, les populations de référence des années intermédiaires étant quant à elles estimées par interpolation ou extrapolation. Pour la commune, le premier recensement exhaustif entrant dans le cadre du nouveau dispositif a été réalisé en 2005.

En 2022, la commune comptait 860 habitants, en évolution de −2,05 % par rapport à 2016 (Lozère : +0,11 %, France hors Mayotte : +2,11 %).
| 1793  | 1800  | 1806  | 1821  | 1831  | 1836  | 1841  | 1846  | 1851  |
| ----- | ----- | ----- | ----- | ----- | ----- | ----- | ----- | ----- |
| 1 648 | 1 224 | 1 637 | 1 696 | 1 629 | 1 317 | 1 517 | 1 481 | 1 528 |

| 1856  | 1861  | 1866  | 1872  | 1876  | 1881  | 1886  | 1891  | 1896  |
| ----- | ----- | ----- | ----- | ----- | ----- | ----- | ----- | ----- |
| 1 478 | 1 331 | 1 259 | 1 279 | 1 384 | 1 423 | 1 357 | 1 296 | 1 226 |

| 1901  | 1906  | 1911  | 1921  | 1926 | 1931  | 1936 | 1946 | 1954 |
| ----- | ----- | ----- | ----- | ---- | ----- | ---- | ---- | ---- |
| 1 149 | 1 155 | 1 118 | 1 020 | 961  | 1 014 | 867  | 736  | 582  |

| 1962 | 1968 | 1975 | 1982 | 1990 | 1999 | 2005 | 2006 | 2010 |
| ---- | ---- | ---- | ---- | ---- | ---- | ---- | ---- | ---- |
| 698  | 760  | 704  | 779  | 804  | 803  | 829  | 832  | 798  |

| 2015 | 2020 | 2022 | - | - | - | - | - | - |
| ---- | ---- | ---- | - | - | - | - | - | - |
| 863  | 860  | 860  | - | - | - | - | - | - |

#### Pyramide des âges
La population de la commune est relativement âgée. En 2018, le taux de personnes d'un âge inférieur à 30 ans s'élève à 26,8 %, soit un taux inférieur à la moyenne départementale (29,7 %). À l'inverse, le taux de personnes d'un âge supérieur à 60 ans (36,3 %) est supérieur au taux départemental (32,5 %).
En 2018, la commune comptait 482 hommes pour 397 femmes, soit un taux de 54,84 % d'hommes, supérieur au taux départemental (49,96 %).
Les pyramides des âges de la commune et du département s'établissent comme suit :
| Hommes | Classe d’âge | Femmes |
| ------ | ------------ | ------ |
| 0,6    | 90 ou +      | 0,0    |
| 11,5   | 75-89 ans    | 12,4   |
| 28,2   | 60-74 ans    | 19,1   |
| 22,2   | 45-59 ans    | 21,4   |
| 13,3   | 30-44 ans    | 17,2   |
| 11,4   | 15-29 ans    | 14,4   |
| 12,7   | 0-14 ans     | 15,5   |

| Hommes | Classe d’âge | Femmes |
| ------ | ------------ | ------ |
| 1      | 90 ou +      | 2,8    |
| 9,1    | 75-89 ans    | 11,8   |
| 21,6   | 60-74 ans    | 21,1   |
| 21,5   | 45-59 ans    | 20,2   |
| 16,3   | 30-44 ans    | 15,9   |
| 15,5   | 15-29 ans    | 13,6   |
| 15     | 0-14 ans     | 14,6   |

### Enseignement
Il existe deux établissements scolaires à Saint-Germain-du-Teil :
- l'école primaire publique du Teil ;
- l'école primaire privée Sainte-Marie.

## Économie

### Revenus
En 2018, la commune compte 324 ménages fiscaux, regroupant 714 personnes. La médiane du revenu disponible par unité de consommation est de 18 860 € (20 420 € dans le département).

### Emploi
|                | 2008  | 2013  | 2018  |
| -------------- | ----- | ----- | ----- |
| Commune        | 3,6 % | 6,3 % | 6,9 % |
| Département    | 5 %   | 6,4 % | 7,1 % |
| France entière | 8,3 % | 10 %  | 10 %  |

En 2018, la population âgée de 15 à 64 ans s'élève à 506 personnes, parmi lesquelles on compte 61,5 % d'actifs (54,6 % ayant un emploi et 6,9 % de chômeurs) et 38,5 % d'inactifs,. Depuis 2008, le taux de chômage communal (au sens du recensement) des 15-64 ans est inférieur à celui de la France et du département.
La commune est hors attraction des villes,. Elle compte 297 emplois en 2018, contre 309 en 2013 et 315 en 2008. Le nombre d'actifs ayant un emploi résidant dans la commune est de 283, soit un indicateur de concentration d'emploi de 104,9 % et un taux d'activité parmi les 15 ans ou plus de 42 %.
Sur ces 283 actifs de 15 ans ou plus ayant un emploi, 88 travaillent dans la commune, soit 31 % des habitants. Pour se rendre au travail, 79,4 % des habitants utilisent un véhicule personnel ou de fonction à quatre roues, 2,2 % les transports en commun, 10,5 % s'y rendent en deux-roues, à vélo ou à pied et 8 % n'ont pas besoin de transport (travail au domicile).

## Culture locale et patrimoine

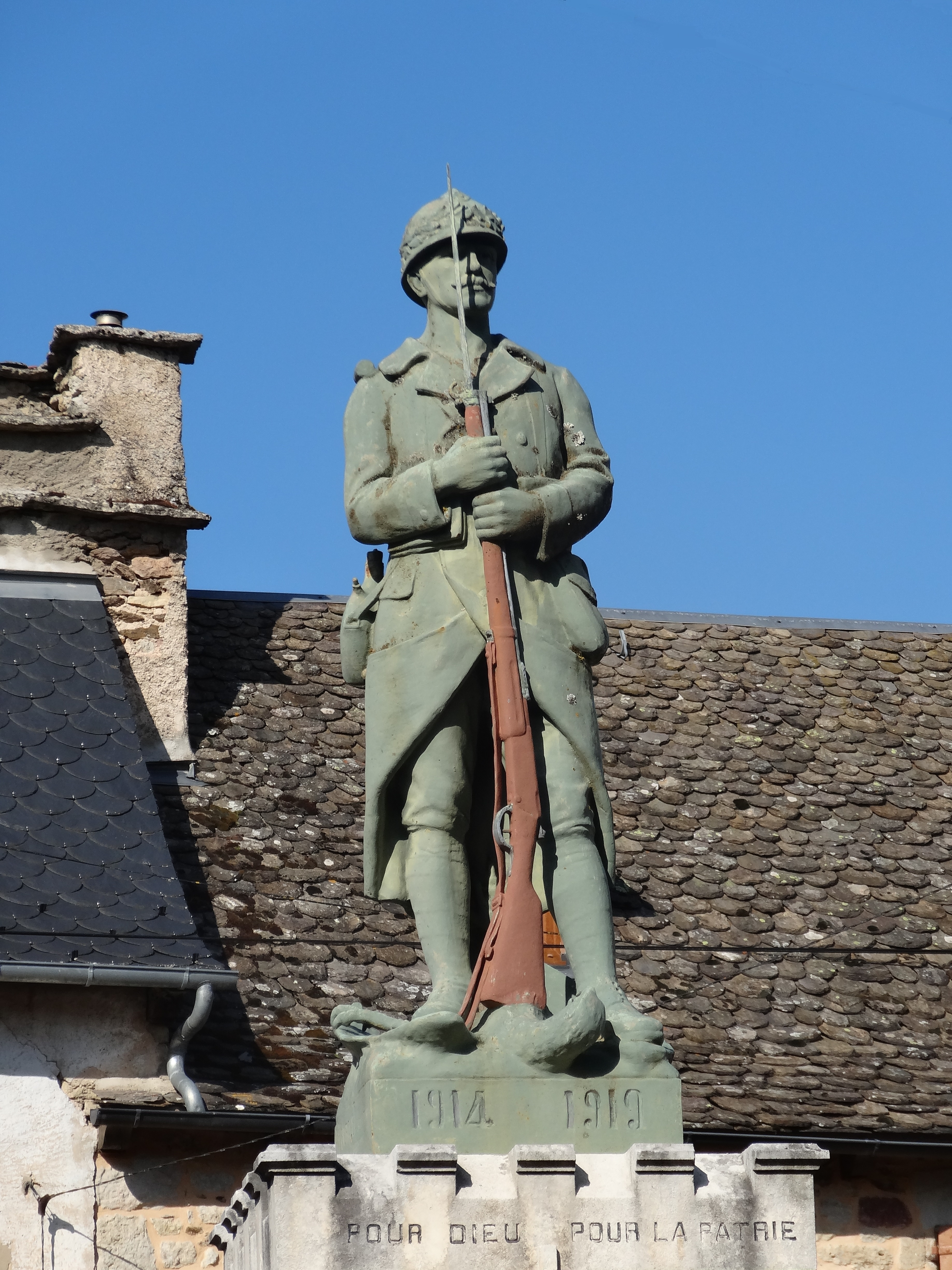
Le monument aux morts de la commune avec d'inhabituelles inscriptions.

### Lieux et monuments
- Église paroissiale Saint-Germain de Saint-Germain-du-Teil, reconstruite au XIXe siècle, de style néo-gothique avec un clocher-mur à 4 baies abritant 4 cloches.
- Église Saint-Privat de Combret.
- Le Puech Debon, duquel on peut voir un vaste panorama des contreforts de l'Aubrac.
- Une nouvelle salle des services, construite sur la commune, a été inaugurée le 9 novembre 2012.
- Le monument aux morts dont le socle comporte la mention fort peu laïque « Pour Dieu [et] la Patrie » avec les dates non moins surprenantes « 1914-1919 ».

### Héraldique
| Blason de Saint-Germain-du-Teil | Blason  | De gueules au heaume d'or taré de trois-quarts accompagné de trois étoiles d'argent. |
| Blason de Saint-Germain-du-Teil | Détails | Il s'agit des armes d'une branche de la famille du Pont de Ligonnès, illustrée par l'évêque Charles de Ligonnès, qui avait commandé les mobiles de Lozère pendant la guerre franco-allemande de 1870. Le statut officiel du blason reste à déterminer. |